# Keilkopf
Der Keilkopf ist ein 1125 m ü. NHN hoher Berg in den Tegernseer Bergen, die zu den Bayerischen Voralpen gehören. Auf der Westseite Richtung Lenggries befindet sich die bewirtschaftete Denkalm (980 m).

## Topographie
Der Keilkopf ist ein bewaldeter Gipfel östlich von Lenggries. Weiter im Osten schließt sich der Schweinberg an, im Süden der Geierstein. Der Keilkopf ist vorwiegend durch die bewirtschaftete Denkalm bekannt, der Gipfel selbst ist bewaldet und bietet keine Aussicht. Auf dem Gipfel befindet sich jedoch ein improvisiertes Gipfelkreuz und ein Gipfelbuch, trotz der geringen Höhe.
Dem Gipfel kann man sich von Osten oder von Westen über die Denkalm zunächst über Forst- und Karrenwege nähern. Die letzten rund 100 Höhenmeter führen über nicht ausgezeichnete Steige zum höchsten Punkt.